# Notiophygus marginepunctatus
Notiophygus marginepunctatus is een keversoort uit de familie Discolomatidae. De wetenschappelijke naam van de soort is voor het eerst geldig gepubliceerd in 1965 door John.